# Aulla Lunigiana–Lucca-vasútvonal
Az Aulla Lunigiana–Lucca-vasútvonal egy normál nyomtávolságú, 98 km hosszúságú, egyvágányú nem villamosított vasútvonal Olaszországban Aulla és Lucca között.